# Slovenija ima talent (10. sezona)
10. sezona šova Slovenija ima talent je potekala od 29. septembra do 22. decembra 2024. Ponovno sta jo vodila Peter Poles in Sašo Stare, enaka je ostala tudi žirija (Lado Bizovičar, Marjetka Vovk, Ana Klašnja in Andrej Škufca). Zmagala sta Edvard in Frida.

## Potek sezone
| #   | Datum   | Oddaja                                                |
| --- | ------- | ----------------------------------------------------- |
| 1.  | 29. 9.  | Avdicijske oddaje                                     |
| 2.  | 6. 10.  | Avdicijske oddaje                                     |
| 3.  | 13. 10. | Avdicijske oddaje                                     |
| 4.  | 20. 10. | Avdicijske oddaje                                     |
| 5.  | 27. 10. | Avdicijske oddaje                                     |
| 6.  | 3. 11.  | Zadnja avdicijska oddaja in razglasitev polfinalistov |
| 7.  | 10. 11. | Polfinali                                             |
| 8.  | 17. 11. | Polfinali                                             |
| 9.  | 24. 11. | Polfinali                                             |
| 10. | 1. 12.  | Polfinali                                             |
| 11. | 8. 12.  | Polfinali                                             |
| 12. | 15. 12. | Predstavitev finalistov                               |
| 13. | 22. 12. | Finale                                                |

## Avdicijske oddaje

### 1. avdicijska oddaja
| Tekmovalec                                    | Talent                                                           | Drugi krog |
| --------------------------------------------- | ---------------------------------------------------------------- | ---------- |
| Martin Gomboc (22, Mojstrana)                 | kantavtor (»Komar«, avtorska)                                    | ✓          |
| Natalija Jovanović (16, Beograd)              | petje (»My Way«, Céline Dion; »Ne kuni me, ne ruži me, majko«)   | ✓          |
| Tomi Tratnik – Slauc (31, Col nad Ajdovščino) | petje in igranje el. kitare (»Vse skrbi«, avtorska)              | ✓          |
| Dunking Devils (17–21, Ljubljana)             | (košarkarske) akrobacije, zabijanje na koš                       | ✓          |
| Aval +- (37, Ljubljana)                       | petje (»Kolač«, avtorska)                                        | ✗          |
| Manuel Perhavec (24, Sežana)                  | petje (»Rose rosse«, Massimo Ranieri)                            | ✓          |
| Nadja Arhar (24, Kranj)                       | ples ob drogu                                                    | ✓          |
| Tilen Grašič (22, Ljubljana)                  | breakdance                                                       | ✓          |
| Neli Zajc (20, Ivančna Gorica)                | petje (»Saj sva skupaj«, Nina Pušlar)                            | ✓          |
| Edvard in Frida (8 in 7, Maribor)             | matematika in šah, pomnjenje (položaji šahovskih figur na slepo) | Ladov ZG   |

### 2. avdicijska oddaja
| Tekmovalec                                    | Talent                                                                                               | Drugi krog |
| --------------------------------------------- | --- | ---------- |
| Katarina Salmon Šilič (21, Veliko Trebeljevo) | petje (»Stand Up«, Cynthia Erivo)                                                                    | ✓          |
| Jack Roads (25, Ljubljana)                    | petje in igranje kitare (»My Love«, avtorska)                                                        | ✓          |
| PolarAce (16, Imeno)                          | petje in izvajanje trikov s psom (»Carpe Diem«, Joker Out)                                           | ✓          |
| Citre in kitare Lipa (Domžale)                | vokalno-instrumentalni nastop (»Pastirče mlado« / »Sonce posijalo«, Magnifico / »Kaj nam pa morejo«) |            |
| Francetovi orgličarji                         | igranje orglic (»Zemlja pleše«, Nino Robić)                                                          |            |
| Friderik Plečnik − Fredi                      | petje (»Bela snežinka«, Veter)                                                                       |            |
| Elias Michael Horvat (5, Dolič)               | bobnanje (»Eye of the Tiger«, Survivor)                                                              | ✓          |
| Gabby Osmanović (20, Škofja Loka)             | petje (»Jar of Hearts«, Christina Perri)                                                             | ✓          |
| Aleksander Onišak (44, Maribor)               | ventrilokvizem (zajec Tona)                                                                          | ✓          |
| Maruša Križanič (28, Maribor)                 | tetoviranje                                                                                          | ✓          |
| Duo Zemljotres (20 in 21, Koper)              | igranje harmonike (venček)                                                                           | Anin ZG    |
| Butalci (8−32, Cerknica)                      | |            |
| Damjan Pörš (25, Beričevo)                    | petje (»My Boy«, Elvis Presley)                                                                      | ✓          |
| Tandem brez izgovorov (27 in 13, Ljubljana)   | pobeg iz peščene krste                                                                               | ✓          |

### 3. avdicijska oddaja
| Tekmovalec                            | Talent                                                                            | Drugi krog |
| ------------------------------------- | --------------------------------------------------------------------------------- | ---------- |
| Plac (11–23, Celje)                   | ples                                                                              | ✓          |
| Mary Joy Lovric (33, Velenje)         | petje (»Ti boš vedno prvi«, Helena Blagne)                                        | ✓          |
| Giselle Ahmadi (35, Izola)            | operno petje (»The Diva Dance« iz filma Peti element)                             | ✓          |
| Plac Kids (7–12, Celje)               | ples                                                                              | ✓          |
| Alina Roca (31, Ljubljana)            | operno petje (»Daleko me biser mora« iz operete Mala Floramye)                    | ✗          |
| Luka Pogačar (34, Ptuj)               | petje (»Jedina«, Toše Proeski)                                                    | ✓          |
| Leon Rudolf (20, Črni Vrh nad Idrijo) | petje (»Goodbye Yellow Brick Road«, Elton John)                                   | ✓          |
| Tomaž Marc – Tomos                    | rapanje (»Gud lajf«, avtorski duet s Sendi, ki se mu je na odru pridružila)       | ✗          |
| Larisa Sreš (20, Prekmurje)           | petje (»Reševalec« in »On ne more«, Skater / »Brizgalna brizga«, Atomik Harmonik) | ✗          |
| Luka Konečnik (19, Slovenj Gradec)    | petje in igranje harmonike (»Trideset let«, Oto Pestner / »Marjanca«, Brendi)     | ✓          |
| Luka Malenšek (33, Ljubljana)         | čarovnik (naključna številka)                                                     | ✓          |
| Zala Trebežnik (20, Dob)              | petje (»She Used to Be Mine«, Sara Bareilles)                                     | ✓          |

### 4. avdicijska oddaja
| Tekmovalec                               | Talent                                                       | Drugi krog |
| ---------------------------------------- | ------------------------------------------------------------ | ---------- |
| Fantom Gozda strahov                     | performans Ljudje smo povezani                               | ✓          |
| Berna Salihović                          | petje (»Do kod bom šla (How Far I'll Go)« iz risanke Vaiana) | ✓          |
| Sain duet                                | vokalno-instrumentalni duo (»Od tu do tam«, Gedore)          | ✓          |
| Vanesa Ramšak (23, Franklovo)            | petje (»Zate dovolj«, Nika Zorjan)                           | ✓          |
| Marjetice Cool Kids (7−11, Braslovče)    | akrobatska točka                                             | ✓          |
| Jovana Borko                             | petje (»Almost There« iz risanke Princesa in žabec)          | ✓          |
| Maša Kovač (27, Nova Gorica)             | tvirling                                                     | ✓          |
| Luka Markus (36, Ljubljana)              | pevsko-igralski kabarejski nastop                            | ✓          |
| Tia Valentinc (18, Krško)                | petje (»Hallelujah«, Alexandra Burke)                        | ✓          |
| Žana                                     | igranje violine                                              | ✓          |
| Vito Ferčak                              | igranje el. kitare                                           | ✓          |
| Mark Lončar                              | igranje harmonike (»Vse najboljše«)                          | ✓          |
| Alina Juhart (31, Maribor)               | petje (»Make You Feel My Love«, Adele)                       | ✓          |
| Alenka in Klemen (18 in 16/17, Radomlje) | vokalno-instrumentalni duo (»Tik tak tok«, Nina Pušlar)      | ✓          |
| Tadej Merčnik (30, Apače)                | imitiranje Damjana Murka                                     | ✓          |
| Lara Crnjac (21, Ljubljana)              | akrobacije oz. ples ob drogu                                 | ✓          |

### 5. avdicijska oddaja
| Tekmovalec                                       | Talent                                                               | Drugi krog   |
| ------------------------------------------------ | -------------------------------------------------------------------- | ------------ |
| 2Brothers (26 in 24, Ljubljana)                  | vokalno-instrumentalni duo (»Rip It Up«, Little Richard)             | ✓            |
| Dvojčici2 (26 in 26, Slovenske Konjice)          | petje (»Ironija«, Nina Pušlar)                                       | ✓            |
| Kristjan Šmigoc – Kriko (33, Benedikt)           | petje (ob igranju sinstisajzerja) (»Jedina«, Oliver Dragojević)      | ✓            |
| Dejan Ikovic – Bushi (Solčava)                   | kantavtor, komik                                                     |              |
| Benjamin Kovač Keber                             | stand-up                                                             |              |
| Jurij Kaluža (20, Črni Vrh)                      | stand-up z imitacijami (U. Slak, S. Žižek, M. Alešič, J. Žnidaršič)  | ✓            |
| Žana Višnar (17, Maribor)                        | petje (»Make You Feel My Love«, Adele)                               | ✓            |
| Balet Pizzicato (12–16, Lesce)                   | balet                                                                | ✓            |
| Tina Bolko (29, Dobravlje)                       | petje (muzikal) (»Don't Rain on My Parade« iz muzikala Smešno dekle) | ✓            |
| Plesna skupina Ajda (41–76, Ajdovščina)          | ples                                                                 | ✓            |
| Celestial (17–26, Ajdovščina)                    | ples                                                                 | ✓            |
| Lana Evelin Gajšek (24, Celje)                   | rapanje (na »Jenny from the Block« Jennifer Lopez)                   | ✓            |
| Jaka Plevnik                                     | petje in igranje harmonike (»Prokleta nedjelja«, Parni Valjak)       |              |
| Eva Boruta                                       | petje (»Diamonds«, Rihanna)                                          | ✗            |
| Eva Brumen Košar (13, Miklavž na Dravskem polju) | petje (»Tam, kjer murke cveto«, Ansambel bratov Avsenik)             | Marjetkin ZG |

### 6. avdicijska oddaja
| Tekmovalec                                 | Talent                                                                   | Drugi krog         |
| ------------------------------------------ | ------------------------------------------------------------------------ | ------------------ |
| Godba Gorje (12–70, Gorje)                 | pihalna godba                                                            | ✓                  |
| Sergeja Palko                              | petje (»Magla«, Josipa Lisac)                                            |                    |
| Nataša Ćerimović                           | petje (»Malo mi za sriću triba«, Doris Dragović)                         |                    |
| Sarina (33, Ljubljana)                     | petje (»Kdo še verjame«, Nina Pušlar & Stiški kvartet)                   | ✓                  |
| Tijana Kondić (13, Ljubljana)              | petje (»Ružica si bila, sada više nisi«, Bijelo dugme; »Ej dragi dragi«) | ✗                  |
| Luke Munka (32, Liboje)                    | nogometni prosti slog                                                    | ✓                  |
| David Meze (32, Ljubljana)                 | mentalist (branje misli)                                                 | ✓                  |
| Dagmar Jurkič                              | petje (»Unholy«, Sam Smith & Kim Petras)                                 |                    |
| Ana Maria Bratić                           | petje (»In the Stars«, Benson Boone)                                     |                    |
| Kira Štruc Jurički (18, Slovenske Konjice) | petje (»I'll Never Love Again«, Lady Gaga)                               | Andrejev ZG        |
| Paula in Urša (13, Ljubljana)              | ritmičnogimnastična točka s kiji                                         | Petrov in Sašev ZG |
| (Duo) Kamikazete (18–25, Nova Gorica)      | izrazni ples, ples na drogu                                              | ✓                  |

### Nastopi, prikazani samo na Voyu
| Nastopi, prikazani samo na Voyu | Nastopi, prikazani samo na Voyu                        |
| Tekmovalec                      | Talent                                                 |
| ------------------------------- | ------------------------------------------------------ |
| Kristina Ravnjak                | petje (»Kot nekdo, ki imel me bo rad«, Ditka Haberl)   |
| Matic Ponikvar                  | petje (»Leti, leti lastovka«, Edvin Fliser)            |
| Doroteja Dominko                | petje (»Take a Bow«, Rihanna)                          |
| Amadeja Juhart                  | operno petje (»Ave Maria«)                             |
| Anastazia Burai                 | petje                                                  |
| Ana Miljković                   | petje (»Kar je moje, je tvoje«, Unikat)                |
| Andraž Navotnik                 | petje (»Toda jaz sem ti oprostil«, Modrijani)          |
| Barbara Ovtar                   | igranje klavirja                                       |
| Boštjan Merhar                  | petje (»Ljubi jo nežno«, Dominik Kozarič)              |
| Dmytro Petrov                   | petje                                                  |
| Lina Kukić                      | petje (»Killing Me Softly With His Song«, Fugees)      |
| Nejc Rac                        | petje (»Ti si mi u krvi«, Zdravko Čolić)               |
| Plejade                         | vokalno-instrumentalni duo                             |
| Sanja Gregorič                  | petje (ob igranju kitare)                              |
| Tadei                           | petje (ob igranju kitare) (»Yellow«, Coldplay)         |
| Tim Kač Jelen                   | petje (»THE LONELIEST«, Måneskin)                      |
| Yana Podorozhnia                | petje (ob igranju kitare) (»Wicked Game«, Chris Isaak) |

## Polfinali
Za polfinale je bilo poleg petih tekmovalcev, za katere so žiranti in voditelja pritisnili na zlati gumb in so se v polfinale uvrstili neposredno:
| Žirant        | Zlati gumb         |
| ------------- | ------------------ |
| Lado          | Edvard in Frida    |
| Ana           | Duo Zemljotres     |
| Marjetka      | Eva Brumen Košar   |
| Andrej        | Kira Štruc Jurički |
| Peter in Sašo | Paula in Urša      |

izbranih še dvajset tekmovalcev izmed tistih, ki so na avdiciji prejeli DA od najmanj treh žirantov in se tako uvrstili v naslednji krog:
1. Martin Gomboc
2. Tina Bolko
3. Luka Malenšek
4. Tilen Grašič
5. Tia Valentinc
6. Luka Markus
7. Alenka in Klemen
8. Lara Crnjac
9. Plac
10. Tandem brez izgovorov
11. Manuel Perhavec
12. Natalija Jovanović
13. Celestial
14. 2Brothers
15. (Duo) Kamikazete
16. Sarina
17. Dunking Devils
18. Damjan Pörš
19. Luka Konečnik
20. Jurij Kaluža

### 1. polfinale
| Tekmovalec       | Talent                                                        | Rezultat | Glasovanje žirantov |
| ---------------- | ------------------------------------------------------------- | -------- | ------------------- |
| Martin Gomboc    | kantavtor (»Nor na funk«, avtorska)                           | 3.       | Marjetka, Lado      |
| Tilen Grašič     | breakdance                                                    | 2.       | Andrej, Ana         |
| Tina Bolko       | petje (»Voilà«, Barbara Pravi)                                | 4.–5.    |                     |
| Luka Malenšek    | čarovnik (s števili)                                          | 4.–5.    |                     |
| Eva Brumen Košar | petje (»Slovenija, od kod lepote tvoje«, Ans. bratov Avsenik) | 1.       |                     |

### 2. polfinale
| Tekmovalec            | Talent                                                     | Rezultat | Glasovanje žirantov    |
| --------------------- | ---------------------------------------------------------- | -------- | ---------------------- |
| Duo Zemljotres        | igranje harmonike (venček)                                 | 1.       |                        |
| Celestial             | ples                                                       | 2.–3.    | Ana                    |
| Manuel Perhavec       | petje (»Bésame mucho«)                                     | 2.–3.    | Marjetka, Lado, Andrej |
| Tandem brez izgovorov | eskapizem − pobeg iz prisilnega jopiča, viseč nad bodicami | 4.–5.    |                        |
| Natalija Jovanović    | petje (»Mamma Knows Best«, Jessie J)                       | 4.–5.    |                        |

### 3. polfinale
| Tekmovalec         | Talent                                                                               | Rezultat | Glasovanje žirantov   |
| ------------------ | ------------------------------------------------------------------------------------ | -------- | --------------------- |
| 2Brothers          | vokalno-instrumentalni duo (»Boom Boom«, John Lee Hooker / »Spoonful«, Howlin' Wolf) | 2.–3.    | Lado                  |
| Sarina             | petje (»Spet zaljubljena«, Alya)                                                     | 4.–5.    |                       |
| Dunking Devils     | akrobacije pod košem, zabijanje na koš                                               | 4.–5.    |                       |
| Kira Štruc Jurički | petje (»Feeling Good«)                                                               | 1.       |                       |
| Lara Crnjac        | akrobacije ob letečem drogu                                                          | 2.–3.    | Ana, Marjetka, Andrej |

### 4. polfinale
| Tekmovalec       | Talent                                                                                                | Rezultat | Glasovanje žirantov         |
| ---------------- | --- | -------- | --------------------------- |
| Tia Valentinc    | petje (»(You Make Me Feel Like) A Natural Woman«, Aretha Franklin)                                    | 4.–5.    |                             |
| Edvard in Frida  | pomnjenje – decimalke števila pi                                                                      | 1.       |                             |
| Alenka in Klemen | vokalno-instrumentalni duo (»Vrhovi«, Neisha)                                                         | 2.–3.    |                             |
| Luka Markus      | pevsko-plesna točka (»Bad Romance«, Lady Gaga / »Toxic«, Britney Spears / »Sweet Dreams«, Eurythmics) | 4.–5.    |                             |
| (Duo) Kamikazete | plesno-akrobatsko-umetniška točka                                                                     | 2.–3.    | Ana, Lado, Andrej, Marjetka |

1. ↑  Bad Romance in Toxic v prvem delu nastopa s prirejenim besedilom v slovenščini.

### 5. polfinale
| Tekmovalec    | Talent                                                                                                  | Rezultat | Glasovanje žirantov |
| ------------- | --- | -------- | ------------------- |
| Plac          | ples | 1.       |                     |
| Paula in Urša | ritmičnogimnastična točka (žoga, obroč, trak)                                                           | 4.–5.    |                     |
| Damjan Pörš   | petje (»Sweet Caroline«, Neil Diamond)                                                                  | 3.       | Marjetka, Andrej    |
| Jurij Kaluža  | imitacije (Uroš Slak, Marcel Štefančič, Pero Lovšin, Zoran Predin, Zoran Janković, Svetlana Makarovič)  | 4.–5.    |                     |
| Luka Konečnik | petje in igranje harmonike (»Gola«, Joker Out / »Nisem več s tabo«, BFM / »Večer na Robleku«, Avseniki) | 2.       | Ana, Lado           |

## Finale
| #   | Tekmovalec         | Talent                                                                   | Rezultat |
| --- | ------------------ | ------------------------------------------------------------------------ | -------- |
| 1.  | Luka Konečnik      | petje in igranje harmonike (venček)                                      | 3.–10.   |
| 2.  | Edvard in Frida    | hitrostno računanje                                                      | 1.       |
| 3.  | Plac               | ples                                                                     | 3.–10.   |
| 4.  | Lara Crnjac        | akrobacije na letečem drogu                                              | 3.–10.   |
| 5.  | Kira Štruc Jurički | petje (»All I Want for Christmas Is You«, Mariah Carey / »Silent Night«) | 3.–10.   |
| 6.  | Tilen Grašič       | breakdance                                                               | 3.–10.   |
| 7.  | Duo Zemljotres     | igranje harmonike, pa tudi igranje drugih glasbil in petje (venček)      | 3.–10.   |
| 8.  | (Duo) Kamikazete   | plesno-akrobatsko-gibalna točka (mdr. visenje za lase)                   | 3.–10.   |
| 9.  | Eva Brumen Košar   | petje (»Dan najlepših sanj«, Regina)                                     | 3.–10.   |
| 10. | Manuel Perhavec    | petje (»Con te partirò«, Andrea Bocelli)                                 | 2.       |

1. ↑  »J's ne morem vode pit'«, Poskočni / »Zetor«, Raubarji / »Polka za 2 milijona folka«, Hitmacher in Ansambel Stil / »S teboj«, Modrijani.
2. ↑  ? / »Carpe Diem«, Joker Out / »Bela snežinka«, Veter / »Schatzi«, Fehtarji / »Hej, hej«, Gamsi.

Kot gost je nastopil Domen Kljun, zmagovalec devete sezone, s pesmijo »Ti«.